# Барановский, Леонид Андреевич
Леони́д Андре́евич Барано́вский (укр. Леонід Андрійович Барановський; 15 июля 1953, Одесса — 8 декабря 2013, там же) — советский футболист, полузащитник.
Выступал за одесские «Черноморец» и СКА. За «Черноморец» в чемпионатах СССР провёл 20 матчей, три из них в Высшей лиге. Завершил карьеру из-за серьёзной травмы.
Окончил Одесский институт народного хозяйства. Долгое время работал проводником на Одесской железной дороге.
Скончался 8 декабря 2013 года после продолжительной болезни.

## Достижения
- Победитель Первой лиги: 1973